# プルシアンブルーの肖像 (安全地帯の曲)
「プルシアンブルーの肖像」（プルシアンブルーのしょうぞう）は、日本のロックバンドである安全地帯の楽曲。
1986年7月1日にKitty Recordsから11枚目のシングルとしてリリースされた。前作「碧い瞳のエリス」（1985年）よりおよそ9か月ぶりにリリースされたシングルであり、作詞は松井五郎、作曲は玉置浩二、編曲は安全地帯および星勝が担当している。
本作は玉置主演の映画『プルシアンブルーの肖像』（1986年）の主題歌として使用されたほか、大王製紙「エリス もうはなさない篇」のコマーシャルソングとしても使用された。本作はオリコンシングルチャートにおいては最高位第2位となった。
オリジナル・アルバムには収録されておらず、サウンドトラック『プルシアンブルーの肖像 オリジナル・サウンドトラック』（1986年）にてアルバム初収録となった。ベスト・アルバムにおいては『I Love Youからはじめよう -安全地帯BEST-』（1988年）が初収録となった。

## 音楽性と歌詞
本作はヒット曲となった「ワインレッドの心」（1983年）のリリース以前にすでに原型が制作されており、安全地帯がアマチュア時代に制作した曲は全く売れなかったため、玉置が苦心の末に一気に制作した「ワインレッドの心」、「恋の予感」（1984年）、「碧い瞳のエリス」（1985年）などの楽曲の中の1曲であった。ベスト・アルバム『ALL TIME BEST』（2017年）の楽曲解説では、本作の音楽性に関して「ハードなサウンドに琴線に触れるメロディ、松井五郎によるシンプルな言葉が並ぶサビ」と表現した上で、安全地帯の真骨頂と言える構成であると述べ、シンプルな言葉による歌詞を情熱的にリスナーに聴かせることができるのは、玉置による激しいながらも繊細なボーカルによるものであると主張している。
作詞を担当した松井五郎は当時しばらく玉置と会っておらず、テレビ番組において成田空港を取材陣が押し掛ける中、無言で歩く姿によって久しぶりに玉置の姿を目撃することとなった。その後玉置から連絡を受け、スタジオで松井は玉置と再会、日焼けして元気そうであった玉置に対して松井は近況を訪ねたところ、当時不倫関係にあった石原真理子とは長らく会っていないことを聞き、また玉置が持参したデモテープを聴いた松井は「悲しく激しい旋律」であるとの感想を持った上で本作の作詞を行った。また、B面曲となった「チャイナ・ドレスでおいで」に関しては、当時妻と離婚した玉置が自由な身になったことを受けて、松井は女性関係を茶化した歌として作詞を行った。松井は「男のユーモアの範疇で女性の心理を逆撫でする歌を歌わせたら彼（玉置）の右にでる者はいないだろう」と述べている。

## リリース、プロモーション、アートワーク
本作は1986年7月1日にKitty Recordsより11枚目のシングルとして7インチレコードにてリリースされた。本作は玉置が初出演した映画『プルシアンブルーの肖像』（1986年）の主題歌として使用されたほか、大王製紙「エリス もうはなさない篇」のコマーシャルソングとしても使用された。同映画の同時上映はチェッカーズ主演の映画『SONG FOR U.S.A.』（1986年）であった。
安全地帯は映画のプロモーションのため、チェッカーズとともにニッポン放送『オールナイトニッポン』（1967年 - ）の特別番組を担当することや、フジテレビ系バラエティ番組『オレたちひょうきん族』（1981年 - 1989年）に出演して本作を演奏、当時玉置のものまねをしていたぼんちおさむと共演するなど、これまでにない活動が行われた。またシングル盤のジャケットは、玉置が豹変する同映画でのポスタービジュアルをイラスト化したものであり、映画は玉置の単独出演であるが、ジャケットにおいては他のメンバーも描かれている。1988年12月10日には8センチCDとして再リリースされた。

## チャート成績
オリコンシングルチャートにおいては最高位第2位、登場週数は13回で売り上げ枚数は23.8万枚となった。
TBS系音楽番組『ザ・ベストテン』（1978年 - 1989年）では7月17日放送分において第3位で初登場し、KUWATA BANDの「スキップ・ビート」が7月31日から9月4日にかけて6週連続で第1位を獲得したため、8月7日から8月28日にかけて4週連続第2位の結果となった。結果として本作は8週連続でベストテン入りを果たしており、番組出演時は映画撮影の影響もあって玉置はヒゲを生やした姿で登場した。
日本テレビ系音楽番組『歌のトップテン』（1986年 - 1990年）においても最高第2位ながら年間ランキングでは第9位に入り、1984年の「ワインレッドの心」（第3位）、1985年の「悲しみにさよなら」（第1位）に続き、3年連続で年間トップテン入りを果たした。

## メディアでの使用
| # | 曲名                       | タイアップ                                               | 出典         |
| - | -------------------------- | -------------------------------------------------------- | ------------ |
| 1 | 「プルシアンブルーの肖像」 | 東宝配給・安全地帯主演映画“プルシアンブルーの肖像”主題歌 | [ 8 ] [ 11 ] |
| 1 | 「プルシアンブルーの肖像」 | 大王製紙『エリス もうはなさない篇』CMソング              | [ 8 ]        |

## カバー
- 及川光博 & THE FANTASTIX（2013年） - アルバム『ファンタスティック城の怪人』に収録[12]。
- 蔡楓華（英語版） - 広東語バージョン、「心中化妝」のタイトルでアルバム『破砕』（1987年）に収録。
- 鄭梓浩（中国語版） - 広東語バージョン、「強烈再吻我吧」のタイトルでアルバム『This Time』（[993年）に収録。

## シングル収録曲
| 全作詞: 松井五郎、全作曲: 玉置浩二、全編曲: 安全地帯、星勝。 |                              |          |            |      |
| #                                                            | タイトル                     | 作詞     | 作曲・編曲 | 時間 |
| 1.                                                           | 「プルシアンブルーの肖像」   | 松井五郎 | 玉置浩二   | 4:16 |
| 2.                                                           | 「チャイナ・ドレスでおいで」 | 松井五郎 | 玉置浩二   | 4:08 |
| 合計時間:                                                    | 合計時間:                    | 8:24     |            |      |

## リリース日一覧
| No. | リリース日     | レーベル      | 規格      | カタログ番号 | 最高順位 | 備考 |
| --- | -------------- | ------------- | --------- | ------------ | -------- | ---- |
| 1   | 1986年7月1日   | Kitty Records | 7インチ   | 7DS 0120     | 2位      |      |
| 2   | 1988年12月10日 | Kitty Records | 8センチCD | H10K-30040   | -        |      |

## 収録アルバム
「プルシアンブルーの肖像」
- スタジオ音源
  - 『プルシアンブルーの肖像 オリジナル・サウンドトラック』（1986年）
  - 『I Love Youからはじめよう -安全地帯BEST-』（1988年）
  - 『TREASURE COLLECTION』（1999年）
  - 『THE VERY BEST of 安全地帯』（2001年）
  - 『安全地帯 COMPLETE BEST』（2005年）
  - 『安全地帯 Hits』（2010年） - リアレンジ及びリレコーディングにて収録。
  - 『ALL TIME BEST』（2017年）
  - 『THE BEST ALBUM 40th ANNIVERSARY 〜あの頃へ〜』（2022年）
- ライブ音源
  - 『スターダスト・ランデヴー井上陽水・安全地帯LIVE AT 神宮』（1986年）
  - 『安全地帯VI LIVE 〜月に濡れたふたり〜』（2005年）
  - 『安全地帯 “完全復活” コンサートツアー2010 Special at 日本武道館 〜Start & Hits〜「またね…。」』（2010年）

「チャイナ・ドレスでおいで」
- 『安全地帯 アナザー・コレクション -アルバム未収録曲集-』（1994年）